# Bunkósszárnyú pipra
A bunkósszárnyú pipra (Machaeropterus deliciosus) a madarak osztályának verébalakúak (Passeriformes) rendjébe és a piprafélék (Pipridae) családjába tartozó faj.

## Rendszerezése
A fajt Philip Lutley Sclater angol ornitológus írta le 1860-ban, a Pipra nembe Pipra deliciosa néven.

## Előfordulása
Az Andok nyugati lejtőin, Ecuador és Kolumbia területén honos. A természetes élőhelye szubtrópusi és trópusi síkvidéki és hegyi esőerdők. Magassági vonuló.

## Megjelenése
Testhossza 10 centiméter. A nemek különböznek.

## Életmódja
Kisebb bogyókkal és rovarokkal táplálkozik.

## Természetvédelmi helyzete
Az elterjedési területe nem igazán nagy, egyedszáma viszont csökkenő, de még nem éri el kritikus szintet. A Természetvédelmi Világszövetség Vörös listáján nem fenyegetett fajként szerepel.